# Голямо Кайро
Голямо Кайро е метрополен регион в Египет.
Той е 16-ият по население метрополен регион в света и най-големият в Африка и Египет. Населението му е 19 622 652 жители (оценка, 1 януари 2010).
Включва Кайро - най-големия град и столица на страната, Гиза, градовете Шубра ал-Хайма и Калюбия. Намира се в часова зона UTC+2.
| Портал | Портал „Африка“ съдържа още много статии, свързани с Африка. Можете да се включите към Уикипроект „Африка“. |